# Ludwik Wierzbicki (zm. 1853)
Ludwik Nieczuja Wierzbicki (zm. 13 listopada 1853 roku) – komisarz delegowany na obwód sandomierski w 1816 roku, radca rady obywatelskiej, urzędnik Ministerstwa Wojny Księstwa Warszawskiego, radca Towarzystwa Kredytowego Ziemskiego i Towarzystwa Oszczędności.
Syn Józefa, szambelana Stanisława Augusta Poniatowskiego i Wiktorii z Romiszewskich.